# Eptacene
L'eptacene è un composto organico con formula C30H18. Appartiene alla classe degli aceni ed è costituito da sette anelli benzenici condensati in linea. In condizioni normali è un solido nero-verde che si decompone rapidamente in presenza di ossigeno. L'eptacene e suoi derivati sono studiati come possibili semiconduttori nell'elettronica organica.

## Sintesi
Una prima sintesi dell'eptacene fu descritta nel 1942 da E. Clar. Altre sintesi furono riportate in seguito, ma il composto rimase elusivo fino al 2006, quando infine l'eptacene fu isolato e caratterizzato in modo convincente in matrice di PMMA. La sequenza sintetica è riportata nella figura seguente; la decarbonilazione del dichetone precursore nell'ultimo passaggio fu condotta per via fotochimica in matrice di PMMA. Il composto così prodotto si decompose dopo 4 ore per reazione con l'ossigeno atmosferico.
Eptacene solido fu ottenuto nel 2017; lo schema sintetico è mostrato nella figura seguente. La riduzione di 7,16-eptacenechinone portò alla miscela di due dimeri dell'eptacene; questi ultimi si decomposero formando eptacene monomero per trattamento termico sotto vuoto. Il composto solido risultò immutato dopo 48 giorni se mantenuto sotto vuoto al buio e a temperatura ambiente.

## Derivati dell'eptacene

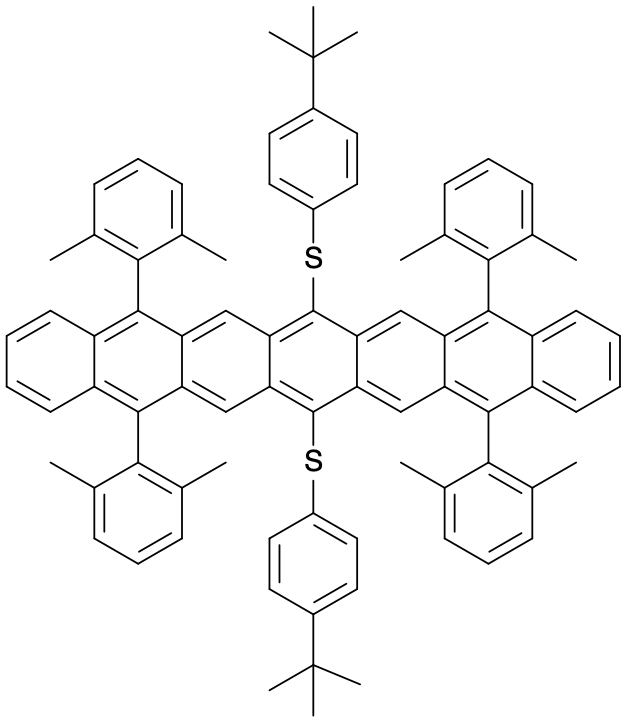
Derivato dell'eptacene funzionalizzato con gruppi fenile e tiofenile.

L'introduzione di sostituenti nello scheletro molecolare porta a derivati dell'eptacene che risultano alquanto più stabili, tanto da permetterne la caratterizzazione spettroscopica e strutturale. Due esempi sono mostrati nelle figure.

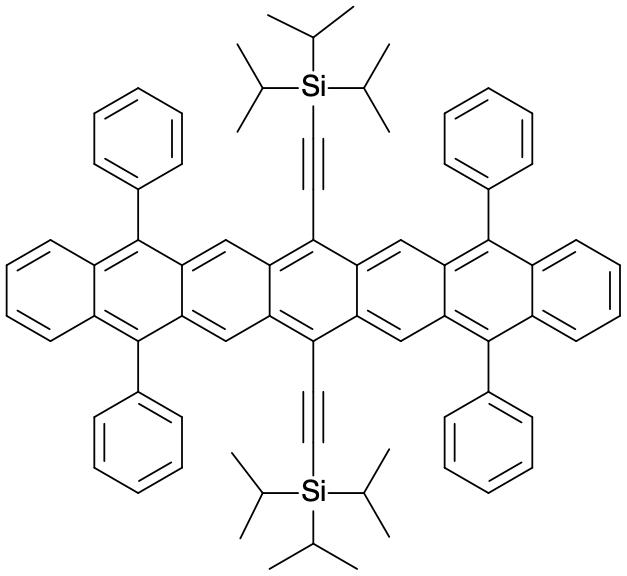
Derivato dell'eptacene funzionalizzato con gruppi fenile e triisopropilsililetinile.